# Вечірня сукня

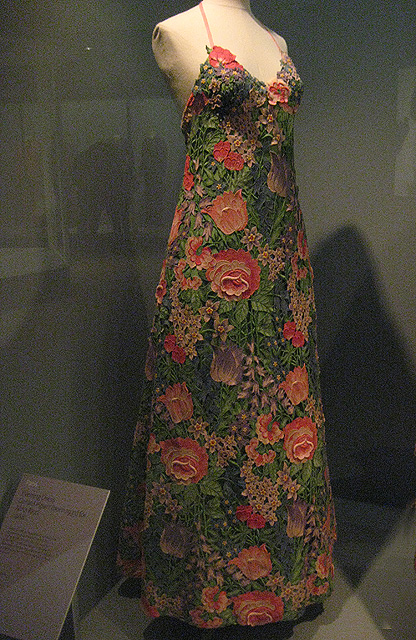
Вечірня сукня від Ніни Річчі, 1968

Вечірня сукня (англ. evening dress) — сукня для святкових та урочистих заходів довжиною до підлоги. 

## Історія
Прообразом перших вечірніх суконь були античні наряди, які розрізнялися за матеріалом та довжиною. Знатні особи носили довгі шовкові туніки, а прості селянки — короткі туніки з грубого домотканого полотна. В Середні віки в Європі з'являються сукні з дорогих тканин, які повністю приховували фігуру.
У 1858 році модельєр Чарльз Фредерік Ворт почав створювати власні колекції вечірніх нарядів. Він створив для мадам Меттерніх сукню з лілового шовку, поверх якого було нашито повітряну тюль, присипану блискітками і охоплену пучком вишитих квітів. Наряд привернув увагу імператриці Євгенії. У 1868 році Ворт створив Синдикат Високої Моди, який поклав початок великій Імперії Haute Couture.
Вечірні туалети цього періоду були дуже вузькими спереду, тому жінкам доводилося дріботіти маленькими кроками. Ззаду сукня ніби спадала вниз каскадом стрічок, бантів, мереживних рюшів, бахроми. У вечірніх нарядах переважали тонкі колірні поєднання. Різні за фактурою тканини поєднувались між собою різними відтінками якогось одного кольору.
На зламі XIX—XX ст. жіноча фігура набуває готичної витягнутості. Закрита до підборіддя сіро-зелена або попільно-зелена сукня з численними і об'ємними воланами, бантами і мереживом була символом загадкової жінки срібного віку. Найбільш вишуканою вважалася чорна або темна оксамитова сукня, прикрашена біля коміру і на рукавах старовинним мереживом. У 1901—1905 роках в гардеробі модниць з'являються сукні з «голубиними грудьми», які формували S-подібний силует.
У 1906 році король моди Поль Пуаре представив модель, створену під впливом мистецтва Стародавнього Риму, Греції та Японії. В салонах дами з'являлися в тунікоподібних сукнях із завищеною талією з напівпрозорих світлих тканин. Також у нього з'явилися наряди у східному стилі. Для них характерні вузька спідниця, ліф вільного крою і розширені рукави — «японка». Пояс охоплював талію і зав'язувався ззаду або на боці пишним бантом.
Перша світова війна вплинула не лише на життя, але й на зовнішній вигляд жінок. Наряди стали не лише простими і практичними, але й патріотичними. Саме поняття «вечірня сукня» деякий час перебувало під забороною. Наймоднішою вважалася чорна сукня, поділ якої закінчувався на рівні литок.
У 1920-ті роки світське суспільство захоплювалось театральною модою. Тоді ж з'являються вільні сукні-сорочки з заниженою талією, щедро декоровані бахромою, пір'ями і великими самоцвітами. В таких нарядах було дуже зручно танцювати джаз, чарльстон або фокстрот. Завдяки фемінізму в моду увійшов хлоп'ячий стиль, початок якому був покладений Коко Шанель.
В епоху кінематографічного гламуру вечірні туалети знову стають довгими, в підлогу, з відкритими плечима та спиною. Стали знову популярними сукні із атласу, хутряні накидки, діамантові кольє, боа. Згодом були закладені всі основні прийоми декору для вечірніх нарядів, які кутюр'є використовують і донині. Також користувались попитом напівпрозорі матеріали, із яких шили легкі і красиві «летячі» сукні.
Геніальний винахід модельєра Мадлен Віонне — крій по косій — забезпечив максимальне прилягання до тіла ще до відкриття лайкри та еластичних матеріалів. Сукні з блискучого сатину не потребували ґудзиків — достатньо було вирізу.
В роки Другої світової війни силует вечірньої сукні дуже змінився, коли нестача тканин спровокувала моду на вузькі і короткі вечірні сукні. Плечі збільшились за рахунок плечових прокладок, талія туго затягувалась широким поясом. Зустрічаються елементи чоловічого військового типу: кишені, кокетки зі складками. Іноді були присутні виключно жіночі деталі у вигляді мереживних комірців, бантів, жабо.

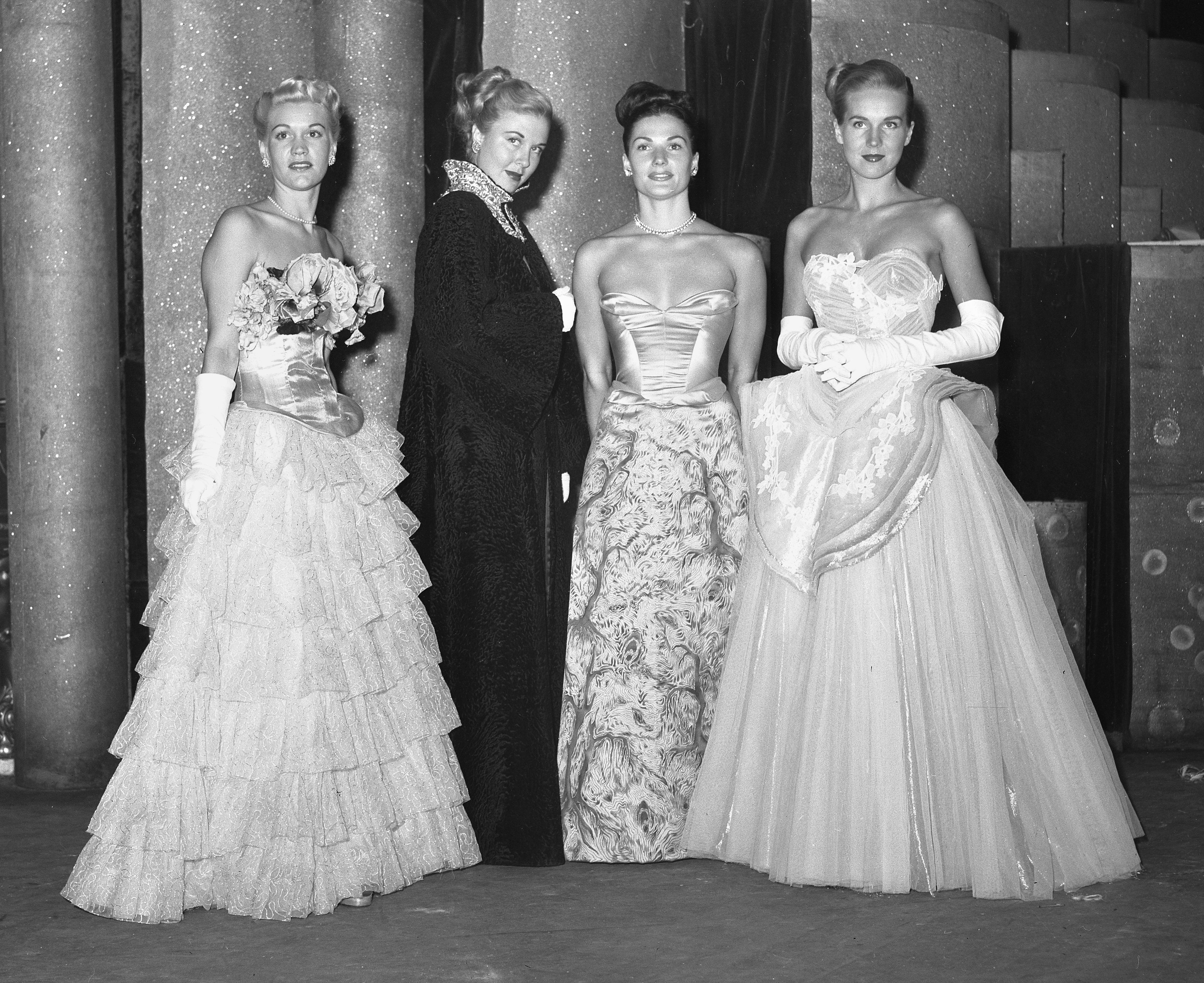
Показ вечірніх суконь в Лос-Анджелесі (1947)

У 1950-ті роки вечірньою вважалася сукня, зшита з дорогих тканин, таких як атлас, тафта, гладкий або візерунчатий фай, тюль, мереживо, і прикрашена також вишуканою вишивкою. В моду знову увійшли корсети, що стягували талію до 50 см, відродилося застосування криноліну і вузького приталеного ліфу. Характерною деталлю вечірніх нарядів також були високі намиста на кшталт нашийника. Деякі вечірні туалети важили 30 кг, тому вдягнути їх без сторонньої допомоги було неможливо.
На початку 60-х років XX ст. світські раути замінюються веселими вечірками, що вимагали своїх нарядів. В гардеробі модниць з'являється мініспідниця, яка чинить великий вплив не лише на повсякденний одяг, але й на вечірні туалети. Сукні мали облягаючий ліф без рукавів, добре окреслену талію і розкішну довжиною до коліна спідницю-дзвін з пишним підкладом. Також жінки все більше цінують практичність і замість вечірніх суконь часто обирають нарядні брючні костюми.  
У 1970-ті роки з'являються яскраві принти і нові види тканин. Вечірні сукні того часу все більше нагадують карнавальні костюми. В наступному десятилітті з'являються сукні із золотих і срібних тканин, блискітки, великі кліпси і браслети, кольє із золота і дорогоцінного каміння.
Наприкінці XX ст. вечірні наряди повернулись до класичних фасонів і кольорів. Знову починають використовуватись мережива, рюші, оборки і волани. В цей період більш дешевий, але якісний синтетичний текстиль починає сміливо витісняти традиційний. Сучасні технології дозволяють створювати різноманітні тканини з вмістом полімерних волокон не поступаючись дороговартісним за якістю і фактурою.  

## Сьогодення

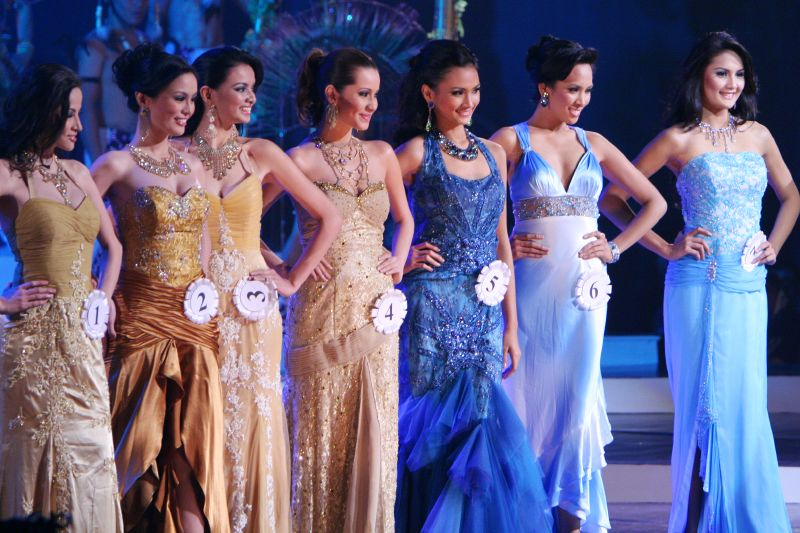
Учасниці конкурсу краси у вечірніх сукнях

Вечірня сукня — невід'ємний предмет жіночого гардеробу. Такий наряд може мати різну довжину, але у більшості випадків це завжди «максі». Крій сукні менш стриманий і може відкривати декольте, спину, руки та плечі. Шиють вечірні туалети з дорогих тканин: оксамиту, шовку, органзи, парчі або легкого шифону і трикотажу.
Вечірня сукня вдягається на офіційні або напівофіційні заходи, такі як весілля, бенкет, шкільні бали, урочистості, випускні церемонії, конкурси, церемонії нагородження, що розпочинаються після сьомої вечора. Крім розкішних нарядів в підлогу, існують витончені коктейльні варіанти трохи нижче коліна або провокаційно короткі моделі. Декоративне оздоблення сукні може доповнюватись вишивкою, орнаментами з кристалів і бісеру, принтами, мереживом, аплікацією. Образ доповнюється накидками і палантинами з різних матеріалів, а також взуттям на підборах та невеликою сумочкою. 

## Вечірні сукні які залишили слід в історії моди
1. Чорна сукня Одрі Хепберн у "Сніданку у Тіффані" (1961)
  - Дизайнер: Givenchy
  - Символ елегантності та класики, ця маленька чорна сукня стала однією з найвпізнаваніших у кінематогра
2. Рожева сукня Мерилін Монро у "Джентльмени надають перевагу білявкам" (1953)
  - Дизайнер: William Travilla
  - Ця яскраво-рожева сукня стала культовою завдяки виконанню пісні "Diamonds Are a Girl's Best Friend".
3. Біла сукня Мерилін Монро, що розвівається (1955)
  - Дизайнер: William Travilla
  - Культовий момент кіно: сцена у "Сверблячці сьомого року", де сукня здіймається в повітря над вентиляційною решіткою.
4. Прозора сукня Мерилін Монро на святкуванні дня народження Джона Кеннеді (1962)
  - Дизайнер: Jean Louis
  - Відома як "Happy Birthday Dress", ця сукня, всипана кристалами, стала легендарною після виступу Монро на святкуванні президента Кеннеді.
5. Сукня "Лебідь" Бьорк на "Оскарі" (2001)
  - Дизайнер: Marjan Pejoski
  - Епатажний та нестандартний вибір, який залишився в історії червоних доріжок.
6. Сукня Принцеси Діани "Revenge Dress" (1994)
  - Дизайнер: Christina Stambolian
  - Чорна сукня з відкритими плечима, яку Діана одягнула в день, коли Чарльз зізнався у зраді.
7. Зелена сукня Дженніфер Лопес від Versace (2000)
  - Дизайнер: Donatella Versace
  - Відкрита, смілива сукня, яка спричинила революцію в інтернеті та навіть стала причиною створення Google Images.
8. Сукня Леді Гаги з м'яса (2010)
  - Дизайнер: Franc Fernandez
  - Один із найбільш провокаційних образів у історії моди, який викликав безліч обговорень.
9. Червона сукня Джулії Робертс у фільмі "Красуня" (1990)
  - Дизайнер: Marilyn Vance
  - Іконична вечірня сукня без бретельок із глибоким декольте, яку героїня Вівіан одягнула на оперу, стала одним із найвідоміших образів у кінематографі.
10. Чорно-золота сукня Лупіти Ніонго від Calvin Klein (2015)
  - Дизайнер: Francisco Costa
  - Унікальна сукня, прикрашена 6 тисячами перлин, що стала справжнім витвором мистецтва.

Ці сукні залишили свій слід в історії моди та стали символами різних епох і стилів.

## Типи і види
Стиль і вид вечірньої сукні залежить від часу проведення урочистого заходу. Чим пізніше він починається, тим суворішим має образ. Найактуальнішими моделями вечірніх нарядів є:
- Сукня-футляр. Пряма сукня, яка облягає фігуру. Актуальні варіанти з рукавами або без, з овальним, круглим або квадратним вирізом. Декольте неглибоке, довжина може бути будь-якою.
- Сукня-трапеція. Сукня вільного крою зі спідницею, яка поступово розширюється від талії. Також може бути з рукавами та різними типами вирізів.
- Годе (русалка). Сукня, що облягає фігуру до колін і розширюється знизу. Таку сукню часто вдягають на весілля.
- У грецькому стилі (ампір). Сукня м'яко облягає груди, а потім вільно спадає до підлоги. Талію можна підкреслити поясом. Часто такі моделі багатошарові, з розрізами.
- Бебідол. Сукня для випускних та неофіційних заходів. Характеризується завищеною талією і короткою пишною спідницею.
- З відкритою спиною. Сукні для урочистостей із суворим дрес-кодом або для невимушеної вечірки підкреслюють жіночність та сексуальність. В більшості випадків вони максимально закриті спереду.
- З подовженими рукавами. Сукні з довгими рукавами формують як повсякденний, так і святковий образ. Комбінація з гіпюровим верхом підкреслює будь-яку жіночу фігуру.
- З бретельками. Довга сукня в підлогу здатна створити легкий жіночний образ. Бретелі можуть бути виконані зі щільної тканини, напівпрозорої сітки або бездоганного ажуру.
- З розрізом на нозі. Сукні для вечірніх виходів та різноманітних заходів. Моделі з розрізом можуть не тільки створити образ ефектним, але й повністю зіпсувати його.

## Цікаві факти
- Моделі зі шлейфом, що одягаються в особливих випадках, були винайдені ще у XIV ст. На той момент довжина шлейфу визначалася знатністю роду та залишалася прерогативою королівських осіб. Дама без відповідного статусу у подібному наряді на балу з'явитися не могла.
- Вечірні сукні з глибоким декольте не є сучасним винаходом. Перші подібні моделі з'явилися у XV ст. і на той момент були більш ніж відвертими, оскільки залишали відкритими не лише груди, але й частину сосків. Це була повна протилежність моді епохи Ренесансу, коли груди не просто приховувались, але й стискались спеціальними пластинами. До XVI ст. область грудей прикривалась мереживами, а до звичного вигляду декольте прийшло ще пізніше.
- Глибокі розрізи на спідниці вперше з'явилися у Франції у XVIII ст., коли на зміну пишним формам прийшов більш витончений стиль ампір. Легкі наряди, характерною особливістю яких залишалися завищена лінія талії, що проходила під грудьми, і рукави у формі ліхтариків, не передбачали надмірної відвертості. Тому глибокими розрізами по боках, що демонструють ноги, їх доповнювали лише найсміливіші.
- Один із різновидів вечірніх туалетів — коктейльні сукні, які за вимогами формального дрес-коду можна одягати і після сьомої вечора, своїм мінімалізмом зобов'язані «сухому закону». В період заборони вживання алкоголю у США вечірки проводились таємно і на обмежених площах. Жінкам, як і раніше, хотілося блищати, однак у тісноті ходити в розкішній сукні зі шлейфом було важко. Так безвихідь породила вкорочений варіант наряду.
- Маленька чорна сукня великої Коко Шанель не мала жодного відношення до вечірніх нарядів. Таким чином вона демонструвала жалобу за померлим. Через майже століття з моменту винаходу ця сукня не втрачає актуальності і благородна простота активно обігрується дизайнерами, які експериментують з тканинами і формою.